# Sedani
Los sedani es un tipo de pasta de sémola de trigo duro producida industrialmente. Tienen forma cilíndrica, no superan los 12 milímetros de longitud y pueden ser lisos o estriados. Además de para caldos y preparaciones secas, son adecuados para tartas al horno y platos de marisco. Cuando su tamaño es de 4 milímetros se denominan sedanini.
Antiguamente se llamaban "colmillos de elefante". Cuando se prohibió el comercio de marfil, se decidió rebautizarlos con el nombre de "sedani".